# Fortresse Holland

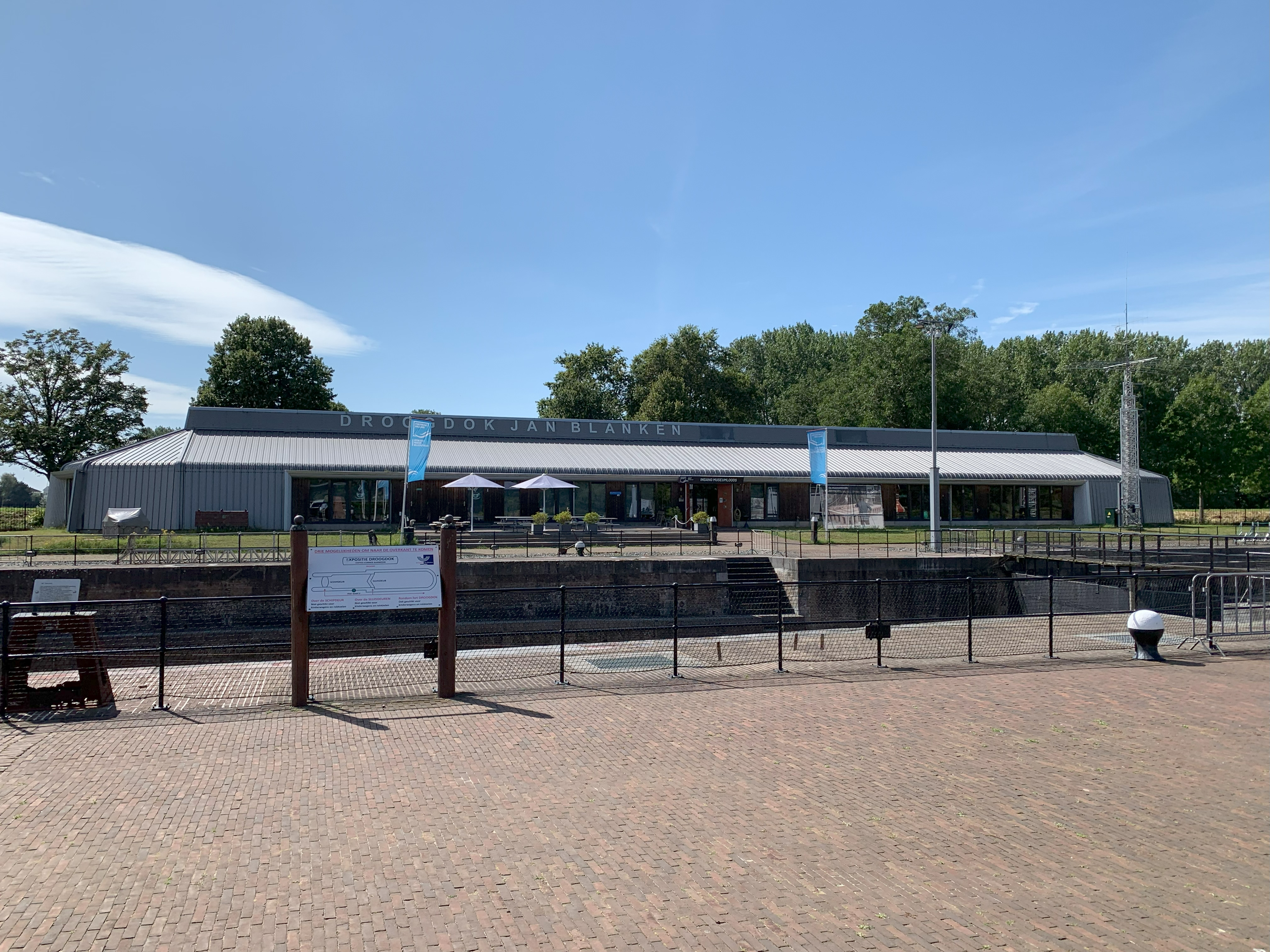
De museumloods naast het droogdok Jan Blanken.

Fortresse Holland is een openluchtmuseum in Hellevoetsluis.
Het openluchtmuseum Fortresse Holland werd op 1 april 2024 geopend. Het museum bestaat uit een museumloods waar het verhaal wordt verteld over Hellevoetsluis als marinehaven met speciale aandacht voor het droogdok Jan Blanken waar de loods naast ligt. Er zijn twee vaste tentoonstellingen te bezichtigen, te weten De ijzeren eeuw en Tijdlijn van Hellevoetsluis.

## Galerij

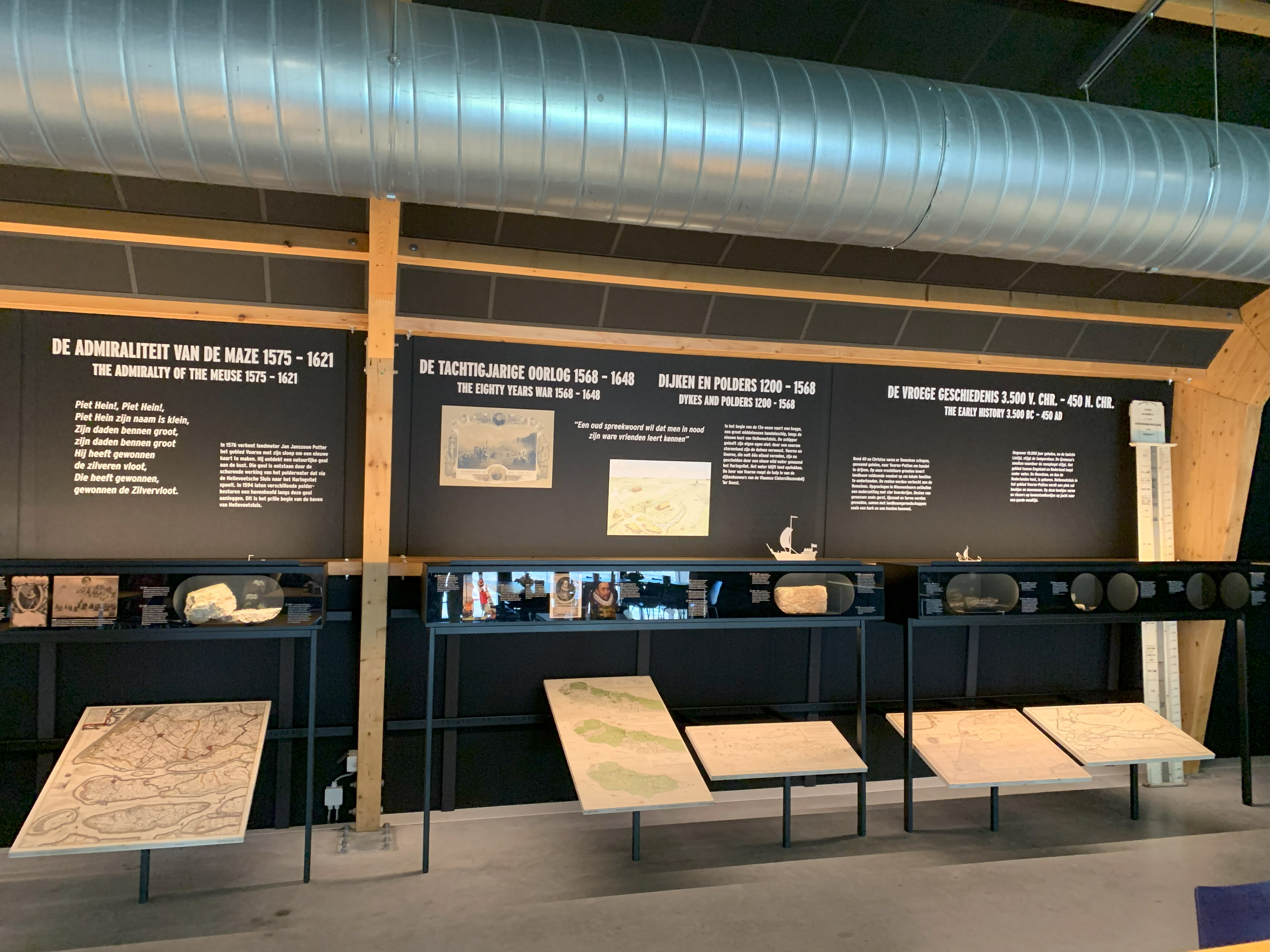
Tijdlijn van Hellevoetsluis
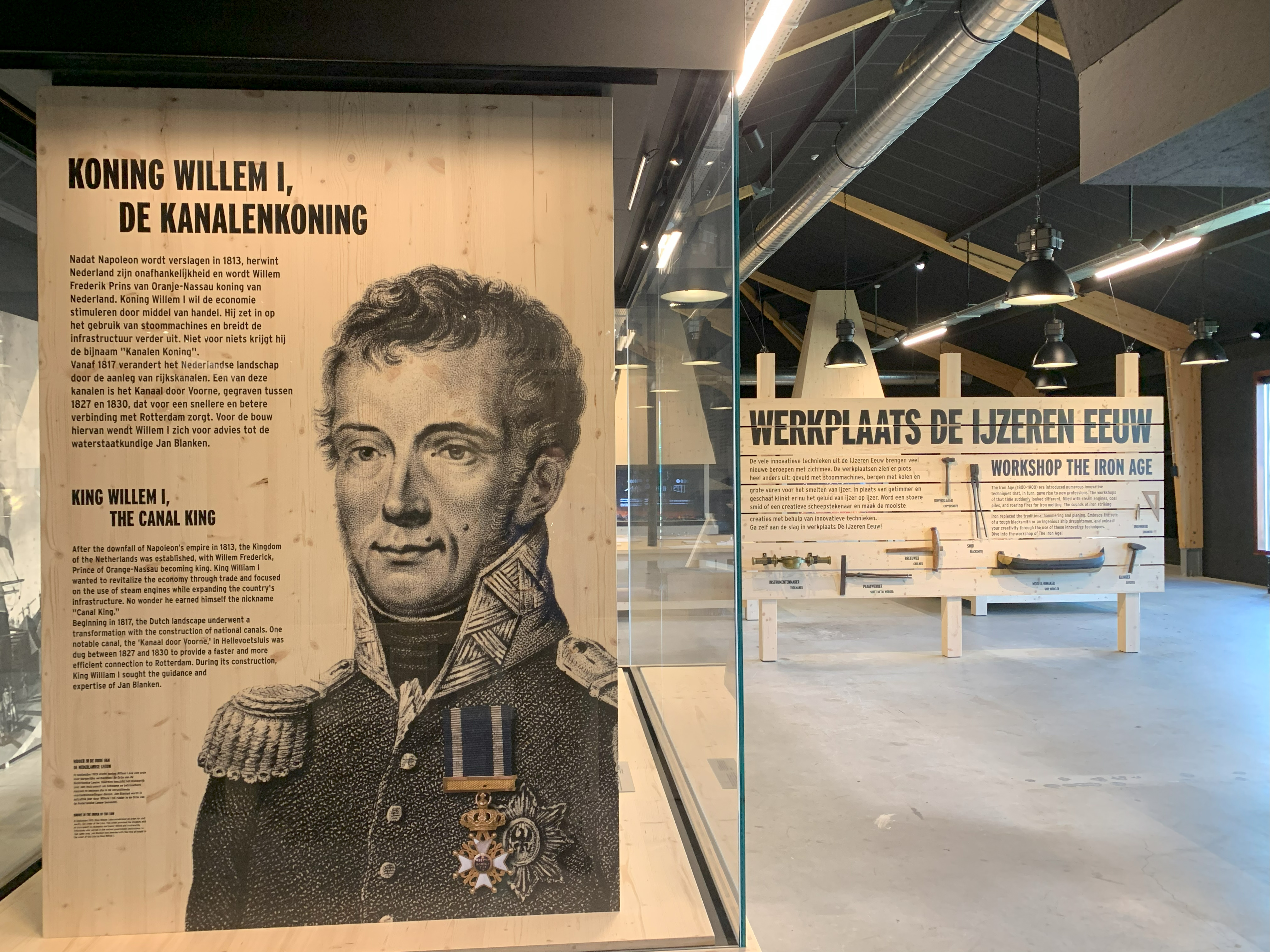
De ijzeren eeuw